# Édouard Louis

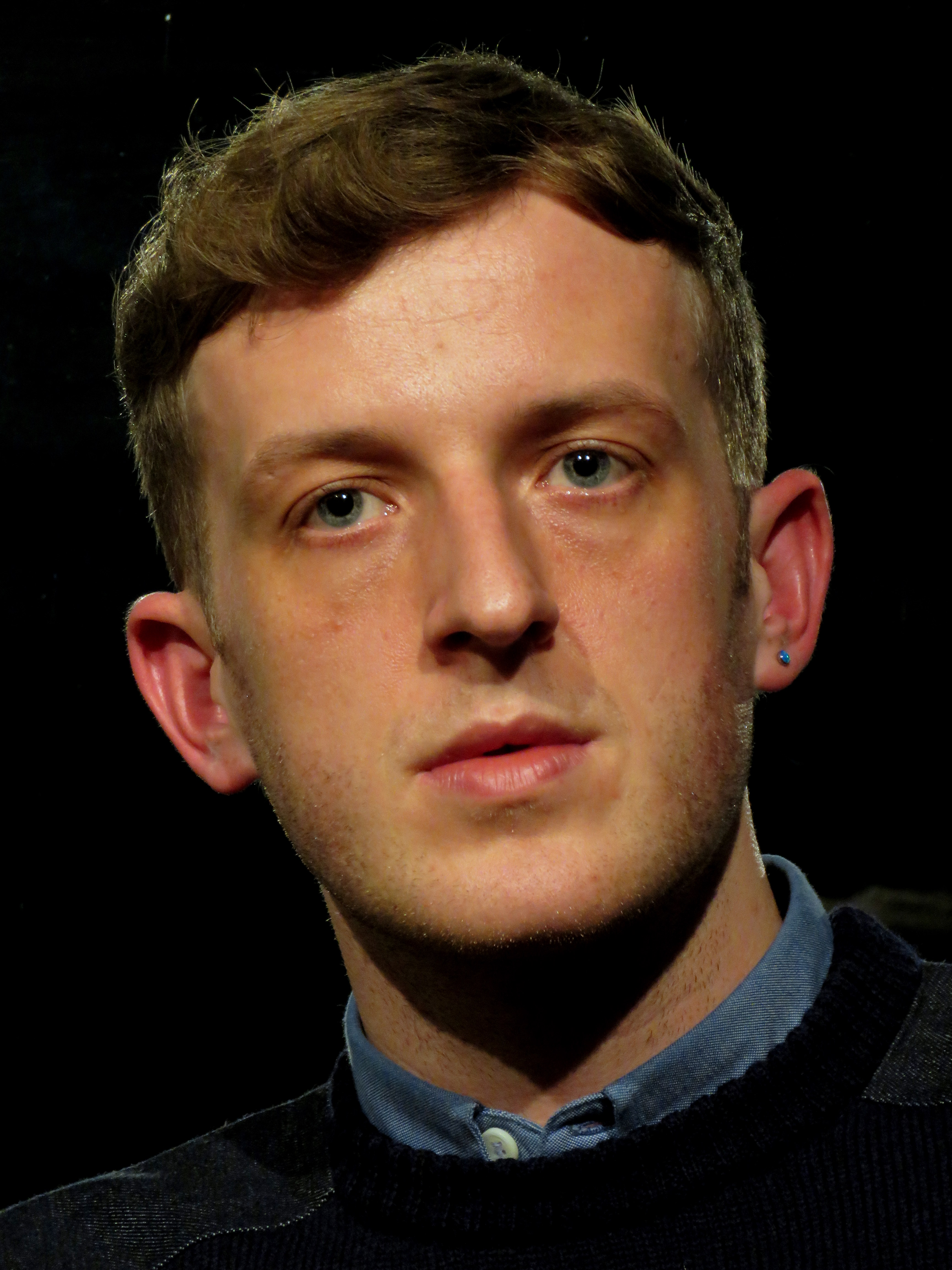
Édouard Louis, 2019.

Édouard Louis, ursprungligen Eddy Bellegueule, född 30 oktober 1992 i Hallencourt, Picardie, är en fransk författare.
2011 började Louis studera sociologi vid École normale supérieure i Paris.
Louis fick sitt genombrott med debutromanen En finir avec Eddy Bellegueule (svenska: Göra sig kvitt Eddy Bellegueule), en självbiografisk berättelse om hans uppväxt i fattigdom i arbetarklassmiljö i den franska småorten Hallencourt, med en omgivning starkt präglad av homofobi. Eddy Bellegueule är namnet som han bar vid födelsen. 2013 ändrade han sitt namn officiellt till Édouard Louis. Boken fick Prix Pierre Guénin 2014, ett pris instiftat 2009 av journalisten och aktivisten Pierre Guénin för att motverka homofobi.
2016 kom hans andra roman Histoire de la violence (Våldets historia). Romanen bygger på självupplevda händelser under julnatten 2012. Marianne Tufvessons översättning till svenska 2017 vann priset Årets översättning.
Louis tredje roman utkom år 2018, med titeln Qui a tué mon père (Vem dödade min far). Den beskriver hans fars svåra liv och deras relation.

### Skönlitteratur
- 2014 – En finir avec Eddy Bellegueule (Göra sig kvitt Eddy Bellegueule, översättning Marianne Tufvesson, Wahlström & Widstrand 2015)
- 2016 – Histoire de la violence (Våldets historia, översättning Marianne Tufvesson, Wahlström & Widstrand 2017)
- 2018 – Qui a tué mon père (Vem dödade min far, översättning Marianne Tufvesson, Wahlström & Widstrand 2019)
- 2021 – Combats et métamorphoses d'une femme (En kvinnas frigörelse, översättning Marianne Tufvesson, Wahlström & Widstrand 2022)
- 2021 – Changer : méthode ("Att förändras : en metod", översättning Marianne Tufvesson, Wahlström & Widstrand 2022)

### Facklitteratur
- Louis, Edouard, red (2013) (på franska). Pierre Bourdieu: l'insoumission en héritage. Paris: Presses universitaires de France. Libris 17933833. ISBN 2130619355